# Marvin Kaplan
Marvin Wilbur Kaplan (Brooklyn, 24 de janeiro de 1927 - Burbank, 25 de agosto de 2016) foi um ator, roteirista e dramaturgo americano. 

## Primeiros anos
Kaplan nasceu no Brooklyn, Nova York, em 1927, filho do Dr. I. E. Kaplan e sua esposa. Ele frequentou a Escola Pública 16 e a Escola Secundária 15 e se formou na Eastern District High School em 1943. Ele se formou no Brooklyn College com um diploma de bacharel em inglês em 1947 e depois teve aulas de teatro na Universidade do Sul da Califórnia.

## Televisão
Kaplan é provavelmente mais conhecido por seu papel recorrente na comédia Alice, onde interpretou um operador de linha telefônica chamado Henry Beesmeyer que frequentava o restaurante de Mel. Ele esteve no elenco de 1977 até a série terminar em 1985.     
Além disso, o ator foi a voz de Choo-Choo na série de desenhos animados Top Cat (1961–62). Interpretou um especialista em eletrônica, o expert Kawsniac, no episódio 104 da terceira temporada da Marinha McHale, 104 - "All Ahead Empty". Em 1969, ele apareceu como Stanley em Petticoat Junction no episódio: "The Other Woman". 
Em 1987, ele reprisou seu papel de Choo-Choo para Top Cat e os Beverly Hills Cats. Ao mesmo tempo, ele retornou ativamente à dublagem, interpretando papéis em programas como Garfield e Friends, Aaahh!!! Real Monsters, Johnny Bravo e, mais tarde, The Garfield Show em 2011. Kaplan foi o porta-voz comercial da colônia americana Eau de Love. Além de seu papel em Alice, ele interpretou o Sr. Gordon em Becker, ao lado de Ted Danson . 
Na série de desenhos animados, Kaplan também forneceu as vozes de Skids no CB Bears e Marvin no The Chicago Teddy Bears.  Em outros papéis, ele interpretou o Sr. Milfloss em The Many Loves of Dobie Gillis  e Dwight McGonigle em On the Air.

## Rádio
Kaplan teve um papel regular no seriado de rádio e, mais tarde, na versão televisiva de Meet Millie como Alfred Prinzmetal, um aspirante a compositor de poetas.  O programa foi veiculado de 1951 a 1954 no rádio e continuou na televisão entre 1952 e 1956. 
Ingressou no California Artists Radio Theatre em janeiro de 1984 e atuou como protagonista em mais de vinte produções de 90 minutos. Ele criou dois musicais para o grupo "A Good House For A Killing", uma comédia musical de sucesso. Ele apareceu em Alice no País das Maravilhas da CART como o Coelho Branco: E na trama de Norman Corwin para derrubar o Natal com a CART, como o mensageiro de Nero ao lado de David Warner. Ele estava no Bradbury 75th Birthday Tribute da CART. Ele tocou ao lado de Jo Ann Worley em três produções da CART: 100º aniversário de Corwin, humoresco de Chekhov e em The Man With Bogart's Face", ele era o Leão Covarde no Mágico de Oz de Cart, ao lado de Norman Lloyd e Linda Henning. E foi o líder em "Clarence", ao lado de Samantha Eggar e Janet Waldo; e Dr. Einstein, ao lado de David Warner em Arsênico e Renda Velha, de Cart. Ele serviu no Conselho do California Artists Radio Theatre por 32 anos. 

## Filme
O primeiro papel de Kaplan no cinema foi como repórter da corte em Adam's Rib (1949). Ele teve um pequeno papel no filme de 1963, It's a Mad, Mad, Mad, Mad World (1963), interpretando um atendente de posto de gasolina ao lado de Arnold Stang, com quem ele deu voz para a série de desenhos animados Top Cat. Ele aparece no elenco coadjuvante da comédia The Great Race (1965). Ele também fez uma breve aparição como limpador de carpetes no filme Freaky Friday (1976).

## Teatro
Kaplan teve uma experiência inicial em um teatro de Los Angeles, trabalhando como gerente de palco na produção de ''Rain''. Por muitos anos, Kaplan foi membro da Theater West, a mais antiga companhia de teatro em operação contínua em Los Angeles. Ele se apresentou em muitas peças lá e em outros lugares. Ele também foi dramaturgo e roteirista. 

## Vida pessoal

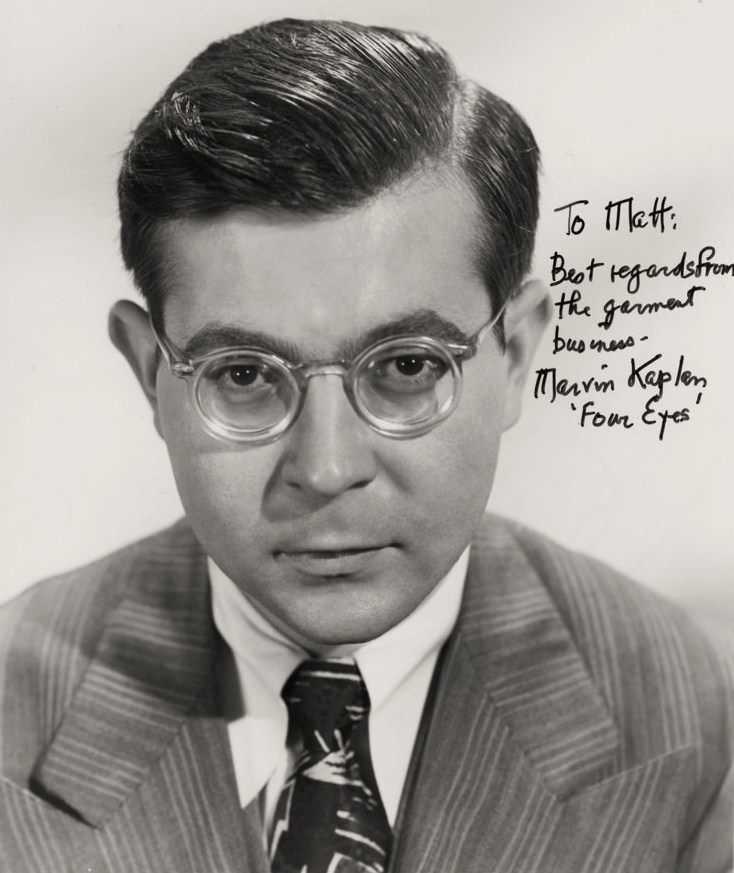
Marvin Kaplan em 1951

Kaplan era casado com Rosa Felsenburg, uma união que terminou em divórcio.

## Morte
Kaplan morreu de causas naturais enquanto dormia, em 25 de agosto de 2016, aos 89 anos.

## Filmografia

### Filme
- Adam's Rib (1949) como Estenógrafo da Corte (não-creditado)
- Francis (1950) como Primeiro-tenente do Corpo Médico (não-creditado)
- Key to the City (1950) como Francis – (não-creditado)
- The Reformer and the Redhead (1950) como Leon
- I Can Get It for You Wholesale (1951) como Arnold Fisher
- The Fat Man (1951) como Pinkie (não-creditado)
- Criminal Lawyer (1951) como Sam Kutler
- Behave Yourself! (1951) como Max the Umbrella
- Angels in the Outfield (1951) como Timothy Durney
- The Fabulous Senorita (1952) como Clifford Van Kunkle
- Wake Me When It's Over (1960) como Hap Cosgrove
- The Nutty Professor (1963) como estudante inglês
- A New Kind of Love (1963) como Harry
- It's a Mad, Mad, Mad, Mad World (1963) como Irwin
- The Great Race (1965) como Frisbee
- The Severed Arm (1973) como Mad Man Herman
- Snakes (1974) como Brother Joy
- Freaky Friday (1976) como Carpet Cleaner
- Midnight Madness (1980) como Bonaventure Desk Clerk
- Saturday Supercade (1984) como tartaruga Shellshock 'Shelly'  (voz)
- Hollywood Vice Squad (1986) como Homem com boneca
- Top Cat and the Beverly Hills Cats (1988) como Choo-Choo (voz)
- Wild at Heart (1990) como Tio Pooch
- Delirious (1991) como Typewriter Repairman
- Witchboard 2: The Devil's Doorway (1993) como Morris
- Revenge of the Nerds IV: Nerds in Love (1994) como Mr. Dawson
- Dark and Stormy Night (2009) como Gunny
- Lookin' Up (2016) como Vic Greeley

### Televisão
"Meet Millie", estrelado por Elena Verdugo - Kaplan era uma série regular (1951-1954) 
- Danny Thomas Show (1958) como Oscar 'Evil Eye' Schultz
- Os detetives (1961, episódio: "Hit and Miss") como Irwin
- Top Cat (1961-1962) como Choo-Choo (voz)
- Gomer Pyle, USMC (1968, episódio: "The Carriage Waits") como Mr. Kendall
- Mod Squad (1969) como Sol Alpert / Sol Albert
- Sonho com Jeannie (1970, episódio: "Um de nossos hotéis está crescendo") como Perkins
- Espere até que seu pai chegue em casa (1972, episódio: "Love Story") como Norman
- CB Bears (1977) como Patins
- Os Anjos de Charlie (1977, Episódio: "Circus of Terror") como Zobar
- Alice (1978-1985) como Henry Beesmeyer
- MacGyver (1986, episódio: "Um prisioneiro de consciência") como o mestre do xadrez
- Smurfquest (1986) (voz)
- Wake, Rattle &amp; Roll (1990, Segmento: " Fender Bender 500 ") como Choo Choo (voz)
- Garfield and Friends (1991, episódio: "Moo Cow Mutt / Big Bad Buddy Bird / Angel Puss") como Angel Puss (voz)
- The Cartoon Cartoon Show (1995, episódio: "O. Ratz: rato em lata quente") como Dave D. Fly
- Johnny Bravo (1997, Episódio: Goty Batty / Berry, o Mordomo / Red Faced na Casa Branca) como Woody (voz)
- Becker (1998-2004) como Sr. Gordon
- Cool Cats in Interview Alley (2004, curtametragem) como Ele mesmo
- The Garfield Show (2012) como Hiram "High" Pressure (voz)